# Allá
Pour les articles homonymes, voir Alla.
Allá (« là-bas » en espagnol) est un groupe de rock formé par trois jeunes hispano-Américains d'origine mexicaine originaire de Chicago : Jorge Ledezma (guitares, claviers, vibraphone, composition et réalisation) Angel Ledezma (batterie) et Lupe Martinez (chant, guitare et claviers). Autant inspirés par le krautrock allemand (Can, Faust), les productions de Phil Spector et l'electronica que par les musiques mexicaines et brésiliennes, ils visent à produire une sorte de pop/rock psychédélique latino, s'inscrivant dans la tendance dite Latin Alternative. Deux des membres du groupe ont collaboré avec Damo Suzuki, ancien chanteur de Can.
Leur premier album a été produit par Jorge Ledezma en compagnie de l'ingénieur du son Colin Studybaker (Iron and Wine, National Trust). Ils ont notamment travaillé à Chicago, dans les studios Clava, Engine Music et au Soma Electronic Studio de John McEntire (Tortoise), ainsi que dans les Tambourine Studios en Suède, où se sont faites les prises de cordes et de cuivres, avec l'aide de l'arrangeur Patrik Bartosch (Eggstone, The Cardigans). Intitulé Es Tiempo, l'album est paru chez Crammed Discs en 2008.
Allá s'apprêtent à sortir un mini-album composé de reprises, en hommage à plusieurs artistes qui les ont inspirés et influencés: Faust, The Residents, John Cale/Terry Riley, le groupe mexicain psyché-rock des 70s Los Dug Dugs et même Kanye West. 
En espagnol, "Allá" signifie "là-bas". C'est le terme utilisé par les Chicanos pour désigner la patrie de leurs parents… et par les Mexicains quand ils parlent des USA. L'ambiguïté de cette expression colle parfaitement avec les sentiments identitaire de Jorge, Lupe et Angel, qui se sentent toujours entre les deux cultures. 

## Extraits de presse
- "This is an artist's rendering of heaven on earth. It's bliss and togetherness and absolutely perfect weather, now and forever". (Fluxblog, USA)
- "Une pop swinguante, solaire, galactique et latine" (Time Out Chicago, USA)
- "C'est le Portishead chicano… Lumineux, estival… rappelle le rétro-futurisme de Stereolab… La voix de Lupe Martinez est hypnotique, tout au long de l'album" (Uncut, UK)
- "The trio's globally savvy pop embraces not just their Mexican heritage, but immaculate Swedish pop, Brazilian Tropicalia, Krautrock, and Chicago's post-rock scene. Just as creative as it is sophisticated" (All Music Blog, USA)
- "The hypnotic title track underlines the band's declared love of Krautrock, while Golpes del Sol sounds like a subtle tribute to Brian Wilson… an interesting instrumental interlude shows a more adventurous, psychedelic post-rock side" (BBC.co.uk)
- "Chicago is the city with the third-biggest Latino population in the U.S., but 'Es Tiempo' imagines it as an even more cosmopolitan city of the future" (Pitchfork, USA)
- "Allá sound like the Cocteau Twins at a cocktail lounge on an Acapulco cruise ship… hints of Stereolab and Tortoise… sumptuous, exotic vibe" (Spin, USA)